# Toundra alpine de l'intérieur du Yukon et de l'Alaska
Localisation
La toundra alpine de l'intérieur du Yukon et de l'Alaska est une écorégion terrestre nord-américaine du type toundra du World Wildlife Fund

## Répartition
La toundra alpine de l'intérieur occupe le centre-sud du Yukon, le centre-est de l'Alaska et quelques régions disjointes en Alaska.  

## Climat
La température estivale moyenne est d'environ 10 °C à 10,5 °C.  La température hivernale moyenne oscille entre −20 °C et −23 °C.  Les températures parmi les plus froides en Amérique du Nord sont enregistrées sur le plateau Kluane.  Les précipitations annuelles varient entre un peu moins de 300 mm et 600 mm.

## Géomorphologie
Dans l'ensemble, cette écorégion a une altitude qui varie entre 900 m et 1 500 m, mais certains sommets peuvent atteindre 2 400 m.  À part les montagnes, le relief comprend des vallées, des collines et des plateaux. 

## Caractéristiques biologiques
La forêt de la toundra alpine de l'intérieur est principalement composée d'épinettes noires et blanches, souvent mêlées de peupliers faux-trembles, de bouleaux, de saules et d'éricacées.  Ces forêts sont généralement clairsemées et étendues.  Les associations d'épinettes noires, de saules broussailleux et de bouleaux sont communes sur les sols mal drainés.  L'épinette noire, le saule et le bouleau à papier se rencontrent sur les pentes recouvrant du pergélisol.  Le peuplier baumier croît dans les plaines inondables.  Le pin tordu et le sapin subalpin sont aussi présents localement.  Dans les zones alpines et subalpines, la végétation se compose surtout de Dryas hookeriana, de saules, de bouleaux, d'éricacées, de graminées et de mousses. 

## Conservation
Environ 85 % de cette écorégion est toujours intacte. Les perturbations se localisent principalement dans le fond des vallées et sont surtout le résultat de l'activité minière et de la construction des routes. 